# Makrofág

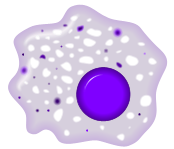
Makrofág

Makrofág je buňka přirozené imunity, která hraje velmi důležitou roli v imunitní reakci. Jedná se o zástupce mononukleárů, tj. buněk s jedním, nesegmentovaným jádrem.

## Vývoj
Makrofág vzniká přeměnou z monocytů. Ty jsou tvořeny v kostní dřeni z kmenové hemopoetické buňky a jsou vyplavovány do krevního oběhu. Monocyty kolují v krvi asi 8 hodin, poté vstupují do tkání a tam se mění na makrofágy. Tkáňové makrofágy pak vykazují četnou heterogenitu v závislosti na tkáni. Mezi tkáňové makrofágy patří Kupfferovy buňky, histiocyty, osteoklasty či mikroglie.

### Přeměna monocytu na makrofág
Aby se monocyt přeměnil na makrofág, musí proběhnout několik kroků. Zvětšuje se velikost buňky, zvyšuje se počet lysozomů, receptorů pro imunoglobulin IgG a zvyšuje se jeho schopnost fagocytózy.

### Polarizace makrofágů
Stejně jako u většiny buněk imunitního systému, vývoj a funkce makrofágů závisí na cytokinovém prostředí, ve kterém se nachází. Již od devadesátých let dvacátého století je známo, že působení jednotlivých cytokinů na genovou expresi v těchto buňkách je odlišné (porovnával se např. vliv IL-4 a IFNγ). Později přichází nová klasifikace makrofágů a rozdělení na M1 a M2 obdobně, jak tomu je u T lymfocytů. Tato klasifikace byla odvozena na základě lišícího se metabolizmu argininu v buňkách. V makrofázích ovlivněných cytokinovým prostředím, které vzniklo působením Th1 T lymfocytů (IFNγ), docházelo ke tvorbě oxidu dusnatého (NO), kdyžto v populaci makrofágů z prostředí Th2 (IL-4, TGF-β) docházelo ke konverzi argininu na ornitin (prostřednictvím enzymu argináza). M1 tudíž můžeme považovat za klasicky aktivované makrofágy s prozánětlivou funkcí, kdyžto M2 za alternativně aktivované s funkcí protizánětlivou. M2 skupinu makrofágů můžeme dále dělit na M2a, M2b, M2c a M2d v závislosti na konkrétním stimulu. Takto hrubé dělení je nutno brát s nadhledem a jako hodně zjednodušené. Existuje celé spektrum populací makrofágů, např. makrofágy asociované s nádorem (tumor associated macrophages, TAMs), makrofágy exprimující TCR receptor a CD169, aj. 

#### M1 makrofágy
Zánětlivé cytokinové prostředí (hlavně IFNγ) vytvořené efektorovými T lymfocyty a rozeznání patogenů pomocí PRR vede k aktivaci a iniciaci efektorových funkcí makrofágů. Takto aktivovaný makrofág ničí intracelulární patogeny především produkcí baktericidních kyslíkových radikálů (ROS) a NO. Dokáže rovněž amplifikovat zánětlivou odpověď produkcí dalších prozánětlivých cytokinů, např. IL-1, IL-6 a TNF-α.

#### M2 makrofágy
M2 makrofágy jsou asociovány se řadou fyziologických a patologických procesů, včetně homeostázy, ukončování zánětlivé imunitní odpovědi, metabolizmu, ale zároveň podporují růst nádorů. Hrají důležitou roli v regeneračních a remodelačních procesech vedoucích ke zhojení poškozené tkáně a promoci Th2 imunitní odpovědi. Vznikají především působením cytokinů IL-4 a IL-13. Tyto cytokiny dokážou potlačit následnou produkci IL-6 a TNF makrofágy. Získané poznatky o působení Th2 cytokinů ukazují, že mají spíše modulační, než inhibiční, účinek na funkci makrofágů - dochází tedy k jejich alternativní aktivaci. Od M1 fenotypu se liší především neschopností prezentovat antigen, minimální produkcí ROS a NO a expresí specifických molekul, jako jsou např. iNOS, metaloproteázy a arginázy. Žádnou z těchto molekul ale nemůžeme použit jako marker pro determinaci M2. Za marker M2 můžeme považovat CD163, což je povrchový scavenger receptor pro zachytávání komplexu haptoglobinu-hemoglobinu. Nedokážeme ale s jistotou říct, že všechny CD163 pozitivní buňky jsou striktně M2 makrofágy. Většina studií, které se zabývají polarizací makrofágů, probíhají v in vitro podmínkách, které je nutno brát s nadhledem, jelikož nezachycují komplexitu podmínek in vivo. Je tedy vhodné používat kombinaci markerů pro odlišení populací M1 a M2. 

###### Fenotypy M2 makrofágů
M2 makrofágy se dále dělí do několika hlavních podtypů (fenotypů): M2a, M2b, M2c a M2d. Tyto fenotypy jsou popsány na základě odlišných stimulů, expresí odlišných genů a v závěru i odlišné efektorové funkce. Je ale nutné zdůraznit, že tyto podtypy mnohdy nelze spolehlivě odlišit, jelikož jde spíše o kontinuální spektrum fenotypu makrofágů než o striktně oddělené skupiny. Tyto fenotypy v sebe mohou i přecházet, a proto je určení konkrétního podtypu v praxi velice složité.
Prvním fenotypem jsou tzv. „alternativně aktivované“ M2a makrofágy, které se díky své produkci profibrotických faktorů uplatňují především při hojení ran. K indukci tohoto fenotypu dochází v prostředí s cytokiny IL-4 a IL-13. Aktivace transkripce genů typických pro tento fenotyp se spouští prostřednictvím transkripčních faktorů STAT6, IRF4 a PPAR-γ. M2a makrofágy exprimují molekuly CD206 (také známo jako manózový receptor), CD163 a CD369 a produkují receptor pro IL-1 (IL-1R), TGF-β, CCL17 a inzulínu podobné růstové faktory (IGF).
M2b makrofágy jsou označovány jako „regulační makrofágy“, jelikož řídí rozsah reakce v závislosti na hladinách cytokinů, které produkují. K indukci M2b fenotypu dochází kombinací imunokomplexů a agonistů Toll-like receptorů (jako např. lipopolysacharidu) nebo agonistů IL-1R. M2b makrofágy exprimují CD86, CCL1 a TNFSF14. U tohoto fenotypu dochází k produkci prozánětlivých cytokinů (IL-1β, IL-6, TNF-α), ale zároveň se tvoří i vysoké hladiny protizánětlivého cytokinu IL-10 za současně velice nízkých hladin IL-12. M2b makrofágy mají poměrně vysokou fagocytární kapacitu oproti M2a makrofágům. M2b dokáží zamezit polarizaci monocytů na M1.
M2c fenotyp je považován za „deaktivační makrofágy“. Indukuje se vysokými hladinami IL-10 a signalizace pak dále vede přes transkripční faktor STAT3 až k opětovné produkci IL-10 spolu s TGF-β. Díky těmto cytokinům působí M2c protizánětlivě a mají profibrotickou funkci. M2c exprimují vysoké hladiny Mer receptoru tyrosin kinázy (MerTK), což je činí dobrými fagocytujícími buňkami apoptotických tělísek. M2c dále exprimují i CD163, CD206, CCR2, TLR1 a pentraxin-3 (PTX3). 
M2d jsou známé též jako „tumor asociované makrofágy“ (TAMs). Tento fenotyp je indukován kostimulací TLR agonisty spolu s agonisty A2 adenosinového receptoru (A2R) nebo IL-6. Adenosin umožnuje inhibici působení TNF-α, IL-1 a IFN-γ tím, že se váže na jejich receptory. Charakteristický cytokinový profil pro tento fenotyp představuje vysoká produkce IL-10, TGF-β a vaskulárního endotelového růstového faktoru (vascular epithelial growth factor, VEGF) a naopak nízká produkce IL-12, TNF-α a IL-1β. Tento profil vede ke zvýšené angiogenezi a přispívá k nádorové metastázi. TAMs se dají polarizovat, běžně jsou polarizované směrem k M2, kde přispívají k růstu nádorů, pokud se ale polarizují směrem k M1 fenotypu, představují slibný prostředek k inhibici nádorové progrese.

##### Fenotypy makrofágů asociovaných s aterosklerotickými pláty
Spektrum fenotypů zahrnuje i další subtypy makrofágů, které byly původně nalezeny v aterosklerotických plátech: Mhem, Mox, M(Hb) a M4.
Prvním z nich jsou Mhem, které indukuje krevní hem. Exprimují CD163 a mají ateroprotektivní funkci. Tato funkce je zapříčiněna zejména jejich vysokou produkcí IL-10 a hem oxygenázy-1, které snižují hromadění lipidů a oxidativní stres v aterosklerotických plátech.
Mox makrofágy vykazují fenotyp s rysy M1 i M2 makrofágů. Jsou indukované oxidovanými lipidy a exprimují TLR2 a nukleární transkripční faktor (nuclear erythroid-2 related factor – Nrf2). Působí antioxidačně díky své produkci IL-10 a COX2.
M(Hb) jsou také indukované krevním hemem a jsou i dalším fenotypem makrofágů, který se nachází v aterosklerotických plátech. Exprimují CD163 a CD206, produkují IL-10 a zvyšují odtok cholesterolu, čímž zabraňují tvorbě pěnitých buněk při ateroskleróze. Také snižují produkci reaktivních forem kyslíku (reactive oxygen species, ROS) v aterosklerotických makrofázích.
Posledním zmiňovaným typem jsou M4 makrofágy, které indukuje CXCL4. Mají sníženou expresi CD163, čímž působí ateroprotektivně, dále u nich pozorujeme expresi CD206 a metaloproteináz (MMP7). Produkují IL-6 a TNF-α.
Kromě výše zmiňovaných existují ještě např. M17 a M3, které zatím nejsou dobře definované. 

## Funkce makrofágu

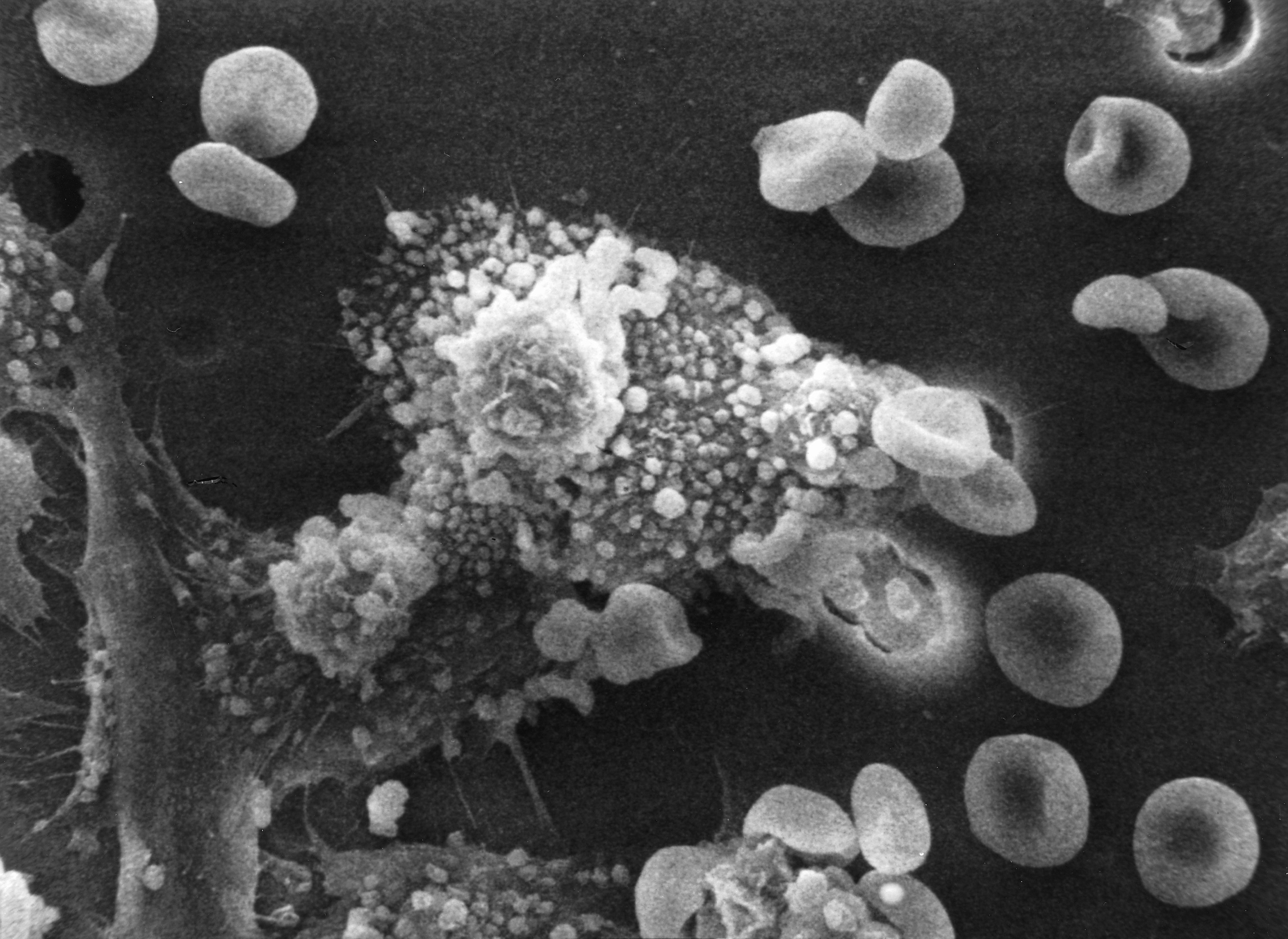
Makrofág pohlcující rakovinnou buňku

Základní funkcí makrofágu je fagocytóza. K dalším funkcím patří prezentace antigenu T-lymfocytům, řízení hemopoézy, hemostázy a hojení ran, regulace zánětu, destrukce mikroorganismů, odstraňování mrtvých buněk a cytotoxická reakce.

### Fagocytóza
Fagocytóza je proces zajišťující pohlcení a zpracování cizích, nefunkčních, mrtvých či nemocných buněk a jiného korpuskulárního materiálu (velikost materiálu nad 100 nanometrů). Je to nejstarší imunitní děj; lze ho nalézt už u nižších živočichů.

#### Fáze fagocytózy
- přiblížení, chemotaxe
- rozpoznání, adherence, opsonizace

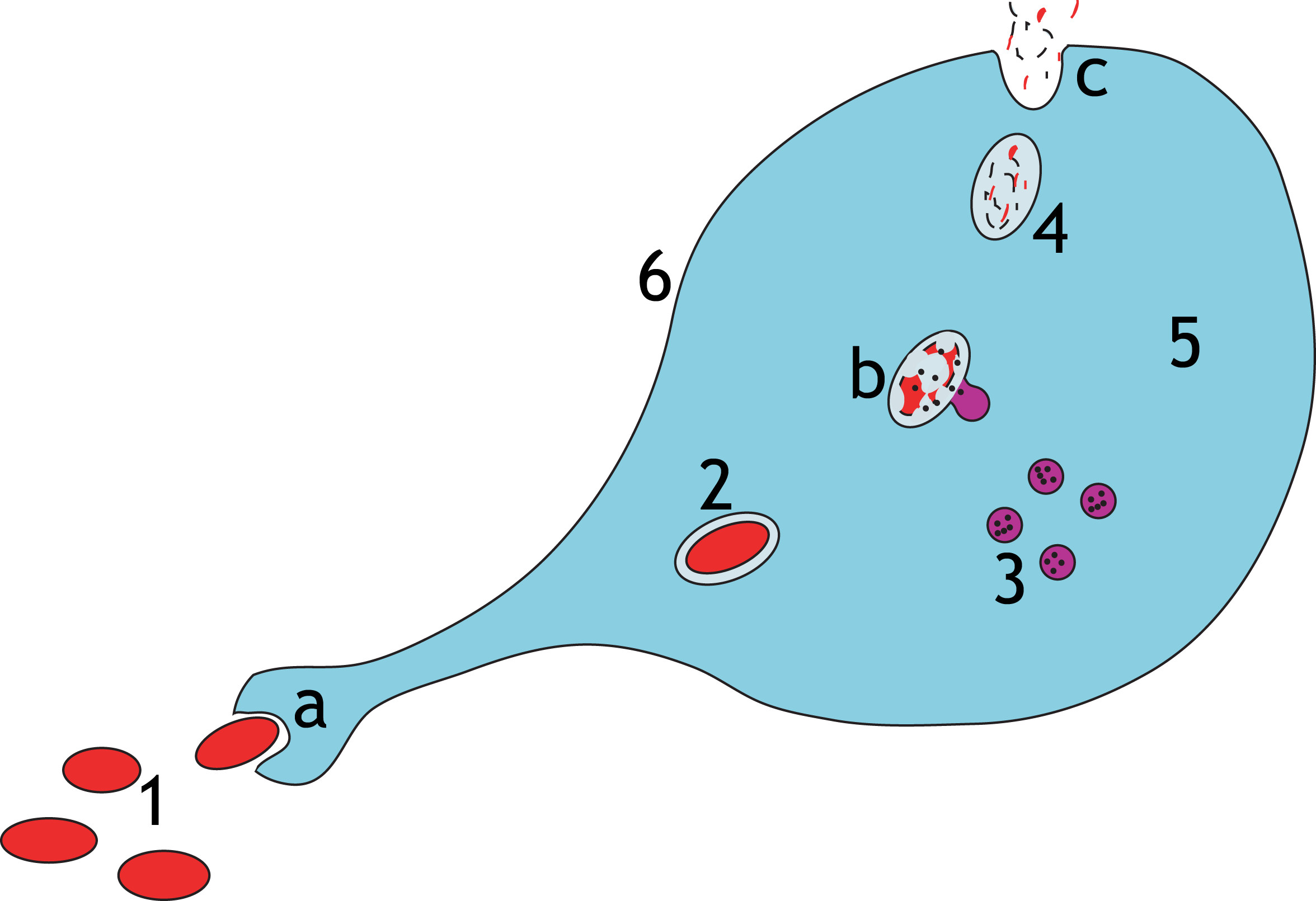
Průběh fagocytózy

- ingesce (pohlcení) – vznik fagozomu
- splynutí fagozomu s lysozomem – vznik fagolysozomu
- digesce (trávení) ve fagolysozomu
- oxidativní vzplanutí – tvorba reaktivních kyslíkových radikálů, které zapříčiní zničení částice
- uvolnění produktů rozkladu z makrofágu

### Prezentace antigenu
Další důležitou funkcí makrofágu je prezentace antigenu dalším buňkám imunitního systému. Makrofág prezentuje krátké peptidy (navázané na MHC) získané strávením pohlcené částice T-lymfocytům.

Prezentace antigenu

- Cizorodou částici rozpozná makrofág a fagocytuje ji
- Makrofág prezentuje antigen této částice
- Antigen-MHC II komplex, aktivace Th-lymfocytů
- Th-lymfocyty pak řídí imunitní odpověď organismu

Tato cesta může být posílena činností B-lymfocytů, které produkují protilátky.

## Makrofág a zánět
Makrofág je většinou první buňka imunitního systému, která se dostává na místo zánětu. Provádí tam rychlou a nespecifickou reakci na škodlivinu. Teprve posléze se do místa zánětu dostávají buňky zajišťující specifickou reakci. Jejich činnost je s makrofágy propojena na základě prezentace antigenu.

## Makrofágy u transplantací ledvin
Makrofágy u transplantací ledvin jsou zkoumány z několika důvodů. Úspěch transplantace ledviny je kromě adaptivní odpovědi příjemce proti štěpu závislý také na činnosti buněk tlumících imunitu. Dosud byla pozornost věnována převážně Treg a Breg buňkám, ale zatím je známo minimum informací o úloze M2 makrofágů. V publikované pilotní studii bylo zjištěno, že před transplantací je u pacientů obvykle vyšší počet CD14+CD16+ monocytů než u zdravých lidí. Po transplantaci CD14+CD16+ monocytů ubývá nejspíše ze dvou důvodů. Buď jsou selektivně odstraněny nebo migrují do štěpu. Pokles těchto monocytů závisí tak na typu imunosupresivní léčby. V publikované pilotní studii byla zjištěna výrazná indukce CD163+ monocytů po transplantaci ledviny, ale není prokázáno, zda tento typ monocytů funkčně odpovídá M2 makrofágům. Není jasné, čím je tento fenotyp indukován, zda alloreaktivitou, imunosupresí nebo třeba cytokiny. 